# Aaron Lewin
Aaron Lewin (hebr. ‏אהרן לוין‎; ur. 30 października 1879 w Przemyślu, zm. 1 lipca 1941 we Lwowie) – polski rabin, samorządowiec, działacz społeczny, przewodniczący Rady Rabinów w Polsce i poseł na Sejm RP I i III kadencji.

## Życiorys
Urodził się w ortodoksyjnej rodzinie żydowskiej. Syn Natana Lewina, wnuk Izaaka Schmelkesa – uznanych rabinów. Kształcił się pod kierunkiem swego ojca i dziadka w zakresie filozofii i religii żydowskiej. Zdał eksternistycznie maturę we Lwowie, ukończył studia filozoficzne na Uniwersytecie Wiedeńskim.
W latach 1904–1926 rabin w Samborze, jako jeden z pierwszych wprowadził język polski do liturgii i obchodów świąt urzędowych. Przez osiemnaście lat członek Rady Miejskiej, wieloletni członek okręgowej Rady Szkolnej, członek Komisji Rewizyjnej Miejskiej Kasy Oszczędności w Samborze.
W czasie I wojny światowej jako radca dworu cesarskiego w Wiedniu pomagał uciekinierom wojennym. W 1926 objął po ojcu urząd rabina w Rzeszowie, jednocześnie członek rzeszowskiej Rady Miejskiej i dziennikarz. W latach 1922–1928 i 1930–1935 wybrany do Sejmu RP (w 1922 w okręgu wyborczym nr 49 – Sambor z listy Komitetu Zjednoczonych Stronnictw Narodowo-Żydowskich, w 1930 w okręgu wyborczym nr 1 – Warszawa z listy Ogólno-Żydowskiego Narodowego Bloku Gospodarczego do Sejmu i Senatu) reprezentując Agudat Israel. Począwszy od 1923 był prezydentem Rady Centralnej światowej organizacji Agudat Israel. Był przewodniczącym Rady Rabinów w Polsce. 
Od 1939 roku we Lwowie. Zginął zamordowany przez Niemców w więzieniu Brygidki w egzekucji w czasie pogromu więziennego.
Jego bratem był Jecheskiel Lewin, rabin w synagodze postępowej (Tempel) we Lwowie. Jego synem był Izaak Lewin.